# Samaná (provincie)
Samaná is een provincie van de Dominicaanse Republiek. De provincie ligt grotendeels op het schiereiland Samaná; ze heeft 108.000 inwoners en is 860 km² groot.

## Gemeenten
| - De provinciehoofdstad: Samaná - Las Terrenas - Sánchez |

- MusicBrainz: ecca8b88-2b63-4702-827f-c698a3c7f645
- National Archives and Records Administration: 10044712

Azua · Baoruco · Barahona · Dajabón · Duarte · Elías Piña · El Seibo · Espaillat · Hato Mayor · Hermanas Mirabal · Independencia · La Altagracia · La Romana · La Vega · María Trinidad Sánchez · Monseñor Nouel · Monte Cristi · Monte Plata · Pedernales · Peravia · Puerto Plata · Samaná · Sánchez Ramírez · San Cristóbal · San José de Ocoa · San Juan · San Pedro de Macorís · Santiago · Santiago Rodríguez · Santo Domingo · Valverde
Distrito Nacional